# Disophrys natalensis
Disophrys natalensis är en stekelart som beskrevs av Szepligeti 1902. Disophrys natalensis ingår i släktet Disophrys och familjen bracksteklar. Inga underarter finns listade i Catalogue of Life.